# 지명 정보 시스템

미국 지질조사국 로고.

지명 정보 시스템(Geographic Names Information System, GNIS)은 미국 및 미국의 영토에 걸쳐 위치한 약 200만 건 이상의 물리적 문화적 지명 표기에 대한 이름 및 위치 정보를 담은 데이터베이스이다. 지명 사전의 일종이다. GNIS는 지명의 표준화를 제고할 목적으로 미국 지명위원회(BGN)와의 협력으로 미국 지질조사국에 의해 개발되었다.
데이터베이스는 지형학적 지도 이름과 참고 문헌을 포함하는 시스템의 일부이다. 표기와 지명을 확증하는 서적과 역사지도의 이름이 인용된다. 지명의 공식 명칭의 대안이 되는 다른 이름들도 기록된다. 각 지리는 영구적이고 고유한 지리 기록 식별자를 받으며 이를 GNIS 식별자라고도 한다. 데이터베이스는 명백한 중복이 아닌 이상 항목을 제거하지 않는다.

## 명칭 변경
GNIS는 미국의 지명에 대한 신규 추가 및 변경 제안을 수용한다. 대중은 GNIS 웹사이트에 제안을 할 수 있으며 제안의 판단과 지지자들은 검토할 수 있다.

## 같이 보기
- 지오넷 네임 서버
- 유엔 지명 표준화 회의

## 추가 문헌
- U.S. Department of the Interior, U.S. Geological Survey, National Mapping Division, Digital Gazeteer: Users Manual, (Reston, Virginia: U.S. Geological Survey, 1994).
- Least Heat Moon, William, Blue Highways: A Journey Into America, (Boston: Little Brown and Company, 1982). ISBN 0-316-35329-9
- Jouris, David, All Over The Map, (Berkeley, California: Ten Speed Press, 1994.) ISBN 0-89815-649-1
- Report: "Countries, Dependencies, Areas of Special Sovereignty, and Their Principal Administrative Divisions," Federal Information Processing Standards, FIPS 10-4. Standard was withdrawn in September 2008, See Federal Register Notice: Vol. 73, No. 170, page 51276 (September 2, 2008)
- Report: "Principles, Policies, and Procedures: Domestic Geographic Names," U.S. Board on Geographic Names, 1997.
- U.S. Postal Service Publication 28.